# Drago asiatico
Il drago asiatico è una creatura leggendaria, comune a diverse culture orientali. Rappresentato diversamente a seconda della cultura di appartenenza, il Drago asiatico è considerato una creatura benigna, diversamente da molti Draghi occidentali.

## Caratteristiche
Il Drago Asiatico, chiamato anche long, è caratterizzato da un corpo lungo serpentiforme, ricoperto di peluria e di squame, senza ali ma comunque capace di volare - anche se secondo alcune leggende questi draghi possano farsi crescere le ali se vivono abbastanza a lungo. Ha il muso da coccodrillo, il corpo da serpente, la criniera e gli artigli da leone; tipicamente possiede sul muso dei lunghi baffi filiformi e una cresta che lo percorre in tutta la sua lunghezza, lungo la schiena. Le sue corna sono simili a quelle dei cervi, e ricoperte da una finissima peluria. È considerato un essere positivo e di grande saggezza, tanto che il trono dell'imperatore cinese era detto il "Trono del Drago", e la sua faccia il "Volto del Drago". Le credenze cinesi affermano anche che alla morte l'imperatore volasse in cielo sotto forma di drago, e che quando un drago si alza in volo la pressione delle zampe sulle nuvole provoca la pioggia. Infatti il re-drago cinese Lung Wang è considerato colui che provoca la pioggia. Nell'antica era Nordica (800-1300 d.C.) il drago orientale era divenuto una vera e propria divinità.
Secondo la mitologia le uova di drago, di forma sferica, si schiudevano dopo tremila anni, e alla nascita il drago raggiungeva subito le sue dimensioni adulte. Ogni elemento della natura possedeva un suo drago: il drago delle acque faceva piovere sulle piantagioni e il drago d'oro proteggeva i tesori celesti. I draghi orientali avevano anche una particolarità, le dita; infatti i draghi normali avevano quattro dita, mentre quelli imperiali ne possedevano cinque – inoltre la differenza nel numero di artigli permette di riconoscere il ryu giapponese, che di dita ne ha 3, dai Long cinesi. I draghi imperiali (detti anche celesti) accompagnavano gli imperatori defunti fino a un grande palazzo, che si trovava al di sopra delle nuvole, non visibile ai mortali. Secondo gli storici la leggenda dei draghi orientali nacque da un imperatore che viveva alle origini del mondo. Come simbolo aveva un serpente; ogni volta che vinceva una guerra contro una regione vicina aggiungeva un pezzo del simbolo di quella regione: le corna, le zampe di tigre, i baffi di carpa, eccetera. Questo drago porta con sé una perla luminosa nella quale si dice risiedano tutti i suoi poteri, come la capacità di volare, di cambiare dimensioni a piacimento e di comunicare con gli esseri umani, con una voce simile al tintinnio dei campanelli.

## Tipi di Drago Asiatico
| Draghi orientali         |                      | |
| Drago cinese             | Lóng (Loong, o Lung) | Il Drago cinese è una creatura mitologica cinese che appare anche in altre culture asiatiche. È spesso collegato con la famiglia imperiale ed è molto diffuso nel folklore e nell'arte locali. |
| Drago Vietnamita         | Rồng o Long          | I corpi di questi draghi si piegano nella forma di 12 creste d'onda per simboleggiare i mesi dell'anno. Possono cambiare il tempo atmosferico e sono responsabili dei raccolti. Lungo tutta la schiena del drago vi sono delle piccole squame ininterrotte. La testa ha una folta criniera, baffi, occhi prominenti, una cresta sul naso ma non presenta corna. La mascella è ampia ed aperta, con una lingua lunga e sottile. Portano sempre con sé una châu (gemma/gioiello) nella bocca (un simbolo di umanità, nobiltà e conoscenza).                                                                    |
| Drago giapponese         | Ryū                  | Simili ai draghi cinesi ma con tre artigli invece di quattro. Sono solitamente buoni, associati all'elemento acqua e possono esaudire i desideri. |
| Draghi coreani           | Yong (Mireu)         | Un drago dei cieli, praticamente identico al Lóng cinese. Come il lóng, lo yong e gli altri draghi coreani sono attribuiti solitamente all'acqua ed al tempo atmosferico. In coreano puro, è anche noto come Mireu. |
| Draghi coreani           | Imoogi               | Un drago degli oceani senza corna, di solito paragonato ai serpenti marini. Imoogi significa letteralmente "grande lucertola". La leggenda dell'Imoogi dice che il dio del sole ha dato all'Imoogi i loro poteri attraverso una ragazza umana, che sarebbe diventata un Imoogi il giorno del suo 17º compleanno. La leggenda dice anche che un marchio a forma di drago può essere visto sulla spalla della ragazza, rivelando la sua vera identità di Imoogi in forma umana. |
| Draghi coreani           | Gyo                  | Un drago di montagna. In effetti, l'ideogramma cinese usato per questo drago è lo stesso dell'Imoogi. |
| Naga indiano             | Nāga                 | Un drago serpentino comune a tutte le culture influenzate dall'Induismo. Ha spesso un cappuccio simile ai cobra e possono avere più teste a seconda del grado. Solitamente non hanno né braccia né gambe ma quelli articolati ricordano i draghi orientali. |
| Drago indonesiano/malese | Naga o Nogo          | Derivato dal Naga indiano, il credo nel drago Indo-Malese si è diffuso in tutta la Malesia attraverso l'induismo. La parola naga è sempre il termine malese comune per draghi in generale. Come la controparte indiana, il naga è considerato come una creatura divina, benevolente, e spesso associato con montagne sacre, foreste e alcune parti del mare. |
| Drago Khmer              | Neak                 | I draghi Khmer 'Neak' derivano dal nāga indiano. Come la loro controparte indiana, i neak spesso presentano caratteristiche riprese dal cobra. Possono avere fino a nove teste, con l'incrementare del rango. Un numero di teste dispari rappresenta la mascolinità mentre un numero di teste pari la femminilità. Tradizionalmente, un neak differisce dai solitamente serpentini Makar e Tao poiché il primo possiede tratti da coccodrillo ed il secondo tratti felini. Una principessa drago è la protagonista del mito della creazione in Cambogia.                                                     |
| Drago delle Filippine    | Bakunawa             | Il Bakunawa appare come un serpente gigante che vive nel mare. I nativi del passato credevano che il Bakunawa causasse le eclissi di sole e di luna. Si diceva anche che durante certi periodi dell'anno, il bakunawa emergesse dall'oceano per ingoiare la luna intera. Per far sì che il Bakunawa non divorasse completamente la luna, i nativi uscivano di notte con pentole e padelle in mano a fare rumore per spaventare il Bakunawa e fargli sputare di nuovo la luna nel cielo. C'è anche ci dice che il Bakunawa possa uccidere le persone a distanza sotto contatto visivo immaginandone la morte. |